# Pia Zinck
Pia Zinck født 4. maj 1971 er en tidligere dansk atlet (højdespringer). Hun var medlem af Aalborg FF frem til 1994, derefter i Aarhus 1900.
Hun har to døtre.

## Internationale mesterskaber
- 1998 	EM 	Højdespring 	Nummer 8 	1,89
- 1998 	EM-inde 	Højdespring 	Nummer 7 	1,89
- 1997 	VM 	Højdespring 	Nummer 12 	1,90 (Q 1,94)
- 1997 	VM-inde 	Højdespring 	Nummer 16 	1,90
- 1996 	EM-inde 	Højdespring 	Nummer 8 	1,89
- 1995 	VM 	Højdespring 	Nummer 21 	1,90
- 1994 	EM 	Højdespring 		1,85

## Danske mesterskaber
- Sølv 2000 Højdespring 1,70
- Guld 1998 Højdespring 1,87
- Guld 1997 Højdespring 1,86
- Guld 1997 Højdespring inde 1,86
- Guld 1996 Højdespring 1,82
- Sølv 1996 Trespring 12,55w
- Sølv 1996 Højdespring inde 1,85
- Guld 1995 Højdespring 1,82
- Sølv 1995 Trespring 11,77
- Guld 1994 Højdespring 1,80
- Guld 1993 Højdespring 1,80
- Guld 1992 Højdespring 1,84
- Guld 1992 Højdespring inde 1,79
- Bronze 1991 Højdespring 1,74

## Danske rekorder
Seniorrekorder
- Højdespring 1,94 Athen 8. august 1997

Seniorrekorder indendørs 
- Højdespring 1,90 Arnstadt 31. januar 1998
- Højdespring 1,90 Paris (Bercy) 7. marts 1997